# Rousserolle des Marquises
Acrocephalus mendanae
Espèce
Statut de conservation UICN

 LC  : Préoccupation mineure
La Rousserolle des Marquises (Acrocephalus mendanae) est une espèce de passereaux de la famille des Acrocephalidae.

## Répartition et sous-espèces
Cet oiseau est endémique des îles Marquises en Polynésie française.
Selon le la classification de référence du Congrès ornithologique international (15.1, 2025) elle se répartit en quatre sous-espèces :
- A. m. dido  (Murphy & Mathews, 1928) — Ua Pou ;
- A. m. mendanae  Tristram, 1883 — Hiva Oa et Tahuata ;
- A. m. consobrina (Murphy & Mathews, 1928) — Moho Tani ;
- A. m. fatuhivae  (Murphy & Mathews, 1928) — Fatu Iva.